# Полівка гуртова
Полівка гуртова або степова, або соціальна (Microtus socialis) — вид гризунів роду Полівка (Microtus) родини Хом'якові (Cricetidae).

## Поширення
Вид поширений у рівнинних і низькогірних сухих степів від Дніпра і Криму на сході до озера Балхаш і північно-західного Синьцзян у Китаї, на південь через Кавказ і східну половину Туреччини до північно-західної Сирії, Лівану, північного Іраку й північно-західного Ірану. Висота проживання: від рівня моря до 2480 м.

## Середовище проживання та екологія
Знайдені в степових місцях існування. Живе у комплексі колоній утворених із сімей. Нори є складними, але дрібними, з багатьма входами і камерами. Надземна діяльність обмежена, особливо влітку. Цей вид харчується в основному зерновими і бобовими культурами. Восени насіння переважають у раціоні. Іноді може харчуватися комахами і молюсками. Розмноження відбувається цілий рік, самиці дають до п'яти приплодів по 6-8 дитинчат у кожному.

## Загрози та охорона
Для цього виду немає серйозних загроз. Зустрічається в багатьох природоохоронних територіях.